# Johannes Eilert
Johannes Eilert (* 15. November 1895 in Hildesheim; † 22. September 1967 ebenda) war ein deutscher Politiker (CDU).
Eilert besuchte die Volks- und Mittelschule in seinem Geburtsort Hildesheim. Im Anschluss begann er eine Lehre als Schlosser. Von 1912 bis 1914 war er im Senkingwerk in Hildesheim beschäftigt und wechselte später in eine Anstellung in Wilhelmshaven auf der Werft. Im Ersten Weltkrieg trat er in den Kriegsdienst ein und war als Heizer bei der 2. Torpedo-Division seit 1915 tätig. Nach Kriegsende übernahm er ab 1919 die Leitung der Werkstatt des Meisters Schulze in Hildesheim und anschließend verschiedene Tätigkeiten bei anderen Firmen. Bei Beginn des Zweiten Weltkriegs war er Werkmeister bei der Kali Chemie AG in Sehnde. Von 1940 bis 1944 nahm er als Soldat ebenfalls am Kriegsdienst im Zweiten Weltkrieg teil. Nach Kriegsende setzte er seine alte Tätigkeit fort.
Eilert war zwischen dem 23. August 1946 und dem 29. Oktober 1946 Mitglied des ernannten Hannoverschen Landtags. Im Anschluss wurde er ernanntes Mitglied des Niedersächsischen Landtags zwischen dem 9. Dezember 1946 und dem 28. März 1947.